# Ики (город)
Ики (яп. 壱岐市 Ики-си) — город в Японии, находящийся в префектуре Нагасаки. Площадь города составляет 138,57 км², население — 27 551 человек (1 июля 2014), плотность населения — 198,82 чел./км².

## Географическое положение
Город расположен на острове Ики в префектуре Нагасаки региона Кюсю.

## Население
Население города составляет 27 551 человек (1 июля 2014), а плотность — 198,82 чел./км². Изменение численности населения с 1980 по 2005 годы:
| 1980 | 41 035 чел. |  |
| 1985 | 39 528 чел. |  |
| 1990 | 37 308 чел. |  |
| 1995 | 35 089 чел. |  |
| 2000 | 33 538 чел. |  |
| 2005 | 31 414 чел. |  |

## Символика
Деревом города считается подокарп крупнолистный, цветком — нарцисс, птицей — Zosterops japonicus.